# 上田八木短資
上田八木短資株式会社（うえだやぎたんし）は、日本の短資会社である。

## 概説
1918年6月に「匿名組合上田商店」（営業主は上田要）として大阪で創業。1937年2月に株式会社化し、「株式会社上田商店」となり、1942年6月に「上田短資株式会社」と改称する。2001年7月に、同じく大阪に地盤を置く「八木短資株式会社」を合併（合併比率は八木短資1に対して上田短資0.8）、現在の上田八木短資株式会社となった。
インターバンク市場取引、オープン市場取引、レポ取引、投資信託の販売を主な業務としている。
かつては子会社に、外国為替ブローカーの上田ハーローがあった。2021年4月、外為どっとコムに譲渡され、同年10月同社に吸収合併された。
他にも、同じく外国為替ブローカーのトウキョウフォレックス上田ハーロー（上田ハーローと東短ホールディングスの共同子会社）があった。2019年10月1日、上田東短フォレックスに改称した。

## グループ会社
（この節の出典）
- 上田八木証券株式会社
- 上田大阪エンタープライズ株式会社
- 上田八木コーポレーション株式会社
- Ueda Finance Limited
- 上田八木貨幣経紀（中国）有限公司
- 上田東短フォレックス株式会社
- 株式会社上田トラディション・ホールディングス
- 株式会社上田トラディション証券
- 株式会社上田トラディションデリバティブズ